# Viatcheslav Grouliov
Viatcheslav Dmitriévitch Grouliov (en russe : Вячеслав Дмитриевич Грулёв) est un footballeur russe né le 23 mars 1999 à Kemerovo. Il évolue au poste de milieu de terrain au Dynamo Moscou.

## Biographie

### Carrière en club
Natif de Kemerovo, Viatcheslav Grouliov intègre dans un premier temps l'école de sport locale avant de rejoindre l'Académie Konopliov (en) de Togliatti en 2012 puis le centre de formation du Dynamo Moscou l'année suivante. À l'été 2017, il fait ses débuts professionnels en troisième division sous les couleurs du club-école du Dynamo-2 face au Tekstilchtchik Ivanovo le 20 juillet 2016. Il marque par la suite trois buts en dix-neuf rencontres tout au long de l'exercice 2016-2017. En parallèle, il prend également part à l'UEFA Youth League où il dispute les deux rencontres du premier tour face au FK Qabala, marquant un but tandis que les siens s'imposent largement sur le score de 7-0.
Intégré par la suite en équipe première, Grouliov y joue finalement son premier match le 4 mars 2018 en championnat face au FK Oufa peu avant son dix-neuvième anniversaire. Il joue son deuxième et dernier match de la saison six jours plus tard contre Krasnodar. Au cours des deux saisons qui suivent, il devient un remplaçant régulier, disputant une trentaine de matchs durant cette période pour deux buts marqués. Au mois de janvier 2020, il est prêté en deuxième division au FK Nijni Novgorod mais ne peut jouer que deux rencontres sous ces couleurs avant l'arrêt prématuré du championnat liée à la pandémie de Covid-19. Il retourne alors au Dynamo pour la fin de la saison 2019-2020 durant laquelle il est notamment buteur face à Krasnodar et termine homme du match tandis que les siens s'imposent 2-0.

### Carrière internationale
Appelé dès 2015 au sein des sélections de jeunes de la Russie, Grouliov prend notamment part à la phase qualificative du championnat d'Europe des moins de 17 ans de 2016, mais n'est cependant pas retenu pour la phase finale de la Coupe du monde des moins de 17 ans en 2015. Il inscrit avec les moins de 17 ans deux doublés lors de matchs amicaux, contre l'Arménie et la Finlande.
Sous les couleurs de la sélection espoirs, il se met en évidence en marquant un triplé face à la Norvège, le 25 mars 2019 (victoire 5-1). Il participe ensuite activement aux qualifications pour l'Euro espoirs de 2021, qui voit la Russie finir première de son groupe et accéder à la phase finale.

## Statistiques
| Saison                | Club                     | Championnat           | Championnat | Championnat | Coupe(s) nationale(s) | Coupe(s) nationale(s) | Total | Total |   |    |   |
| Saison                | Club                     | Division              | M.          | B.          | M.                    | B.                    | M.    | B.    |   |    |   |
| 2016-2017             | Dynamo-2 Moscou          | D3                    | 19          | 3           | -                     | -                     | 19    | 3     |   |    |   |
| 2017-2018             | Dynamo Moscou            | D1                    | 2           | 0           | -                     | -                     | 2     | 0     |   |    |   |
| 2018-2019             | Dynamo Moscou            | D1                    | 11          | 2           | 1                     | 0                     | 12    | 2     |   |    |   |
| 2019-2020             | Dynamo Moscou            | D1                    | 13          | 1           | -                     | -                     | 13    | 1     |   |    |   |
| 2019-2020             | FK Nijni Novgorod (prêt) | D2                    | 2           | 0           | -                     | -                     | 2     | 0     |   |    |   |
| 2020-2021             | Dynamo-2 Moscou          | D3                    | 3           | 0           | -                     | -                     | 3     | 0     |   |    |   |
| 2020-2021             | Dynamo Moscou            | D1                    | 25          | 4           | 2                     | 0                     | 27    | 4     |   |    |   |
| 2021-2022             | Dynamo Moscou            | D1                    | 26          | 7           | 4                     | 1                     | 30    | 8     |   |    |   |
| 2022-2023             | Dynamo Moscou            | D1                    | 16          | 3           | 4                     | 2                     | -     | -     | - | 20 | 5 |
| Total sur la carrière | Total sur la carrière    | Total sur la carrière | 117         | 20          | 11                    | 3                     | 128   | 23    |   |    |   |

## Palmarès
Dynamo Moscou
- Finaliste de la Coupe de Russie en 2022.